# José Coelho Pacheco
José Coelho de Jesus Pacheco (Lisboa, 27 de maio de 1894 — Lisboa, 15 de novembro de 1951) foi um intelectual, empresário e poeta que se destacou no movimento modernista português das primeiras décadas do século XX.

## Biografia
José Pacheco nasceu em Lisboa, neto e filho de farmacêuticos. O seu avô, José Bento Coelho de Jesus, farmacêutico, foi presidente da Sociedade Farmacêutica Lusitana no início do século XX. Frequentou o Liceu do Carmo, onde foi colega de Mário de Sá-Carneiro, seguindo para o recém-inaugurado Liceu Passos Manuel, onde terminou o ensino secundário em 1911, seguindo depois para o curso de engenharia mecânica do Instituto Superior Técnico, que não concluiu. Foi militar (1916-1939), tendo passado pela Escola de Guerra, pelo Parque Automóvel Militar, pelo Grupo de Esquadrilhas de Aviação «República», onde foi diretor do Parque de Material, pelos Serviços Gráficos do Exército, onde trabalhou na Seção de Fotografia e Cinematografia (1921) e pelo Ministério de Guerra (1927). Foi redator da revista A Renascença, periódico onde publicaram vários futuros autores de Orpheu, entre os quais Mário de Sá-Carneiro, Alfredo Guisado e Fernando Pessoa.
Empresário direcionado para o automobilismo, iniciou colaboração, em 1919, com a recém-criada empresa Mantero e Mendonça, importadora de automóveis da marca Chevrolet. Estabeleceu-se no comércio automóvel na década de 1920, vindo a tornar-se proprietário de um stand de automóveis. Participou na realização do Primeiro Salão Automóvel em Lisboa (1925) e integrou o grupo fundador do Grémio dos Comerciantes de Automóveis de Portugal (1936).
Próximo do grupo do movimento modernista, publicou poesia na revista A Renascença (1914) e no Correio Ilustrado (1916) e artigos sobre desporto na Illustração Sportiva (1915). O seu poema «Para além d'outro oceano», destinado ao n.º 3 da revista Orpheu, foi erroneamente atribuído a um heterónimo de Fernando Pessoa.